# Power Rangers: RPM
A Power Rangers RPM egy amerikai gyerekeknek szóló sorozat/akciófilm, amely a népszerű és hosszú ideje futó Power Rangers-szériába tartozik. Ez a műsor a franchise 17. évadja. Elődje a Power Rangers: Jungle Fury volt, azt követte ez az évad, utána a Power Rangers Samurai következett. 
Az "RPM" alcímű Power Rangers-ben újból akcióba száll az öt tinédzser, hogy megmentsék a világot a gonosztól. Ezúttal egy számítógépes vírus vette fel a gazember szerepét. A történet ugyanaz: öt egyszerű embert kiképez egy mentor, hatalmas szuperhősökké. Most ezzel a vírussal kell megmérkőzniük. 
A műsor 1 évadot élt meg 32 epizóddal. 2009. március 7-től 2009. december 26-ig ment. Amerikában eredetileg a Jetix vetítette, miután az a csatorna megszűnt, a Disney XD vette át az ismétlési jogokat. Magyarországon is a Jetix vetítette, éppúgy, mint szinte az összes Power Rangers sorozatot. Magyar bemutató ismeretlen.

## Szereplők

### Főszereplő (RPM csapat)
| Szerep                                            | Színész        | Magyar hang |
| ------------------------------------------------- | -------------- | ----------- |
| Scott Truman / Ranger Operator Series Vörös 1     | Eka Darville   | ?           |
| Flynn McAllistair / Ranger Operator Series Kék 2  | Ari Boyland    | ?           |
| Summer Landsdown / Ranger Operator Series Sárga 3 | Rose McIver    | ?           |
| Ziggy Grover / Ranger Operator Series Zöld 4      | Milo Cawthorne | ?           |
| Dillon / Ranger Operator Series Fekete 5          | Dan Ewing      | ?           |
| Gem / Ranger Operator Series Arany 6              | Mike Ginn      | ?           |
| Gemma / Ranger Operator Series Ezüst 7            | Li Ming Hu     | ?           |

### Mellékszereplők
| Szerep               | Színész         | Magyar hang |
| -------------------- | --------------- | ----------- |
| Doctor K             | Olivia Tennet   | ?           |
| Colonel Mason Truman | James Gaylyn    | ?           |
| Corporal Hicks       | Damian Avery    | ?           |
| Vasquez              | Mia Koning      | ?           |
| Commander Murdoch    | Kevin J. Wilson | ?           |
| Fresno Bob           | John Sumner     | ?           |
| Benny                | Murray Keane    | ?           |
| Marcus Truman        | Fellis McGuire  | ?           |
| Mister Landsdown     | Stephen Papps   | ?           |
| Mrs Landsdown        | Angela Shirley  | ?           |
| Andrews              | Bruce Phillips  | ?           |
| Brie                 | Stephanie Lee   | ?           |
| Chaz Winchester IV   | Jos Hoetjes     | ?           |
| Mister McAllistair   | Jason Hoyte     | ?           |
| Tenaya               | Adelaide Kane   | ?           |

### Gonosztevők
| Szerep          | Színész           | Magyar hang |
| --------------- | ----------------- | ----------- |
| Venjix          | Andrew Laing      | ?           |
| General Shifter | Mark Mitchinson   | ?           |
| General Crunch  | Charlie McDermott | ?           |
| Tenaya 7/15     | Adelaide Kane     | ?           |
| Kilobyte        | Leighton Cardno   | ?           |

## Magyar változat
A szinkront az ? készítette.
- Magyar szöveg:
- Vágó:
- Hangmérnök:
- Operatív vezető:
- Szinkronrendező:
- Produkciós vezető:

További magyar hangok:

## Epizód

### 1. évad (17. évad 2009)
| Sor. | Év. | Cím                         | Rendező           | Író               | Premier              |
| ---- | --- | --------------------------- | ----------------- | ----------------- | -------------------- |
| 669. | 1.  | The Road to Corinth         | Mike Smith        | Eddie Guzelian    | 2009. március 7.     |
| 670. | 2.  | Fade to Black               | Mike Smith        | Eddie Guzelian    | 2009. március 7.     |
| 671. | 3.  | Rain                        | Mike Smith        | Eddie Guzelian    | 2009. március 14.    |
| 672. | 4.  | Go for the Green            | Jonathan Brough   | Jackie Marchand   | 2009. március 21.    |
| 673. | 5.  | Handshake                   | Jonathan Brough   | John Tellegen     | 2009. március 28.    |
| 674. | 6.  | Ranger Green                | Jonathan Brough   | Eddie Guzelian    | 2009. április 4.     |
| 675. | 7.  | Ranger Red                  | Vanessa Alexander | John Tellegen     | 2009. április 11.    |
| 676. | 8.  | Ranger Yellow, Part I       | Vanessa Alexander | Jackie Marchand   | 2009. április 18.    |
| 677. | 9.  | Ranger Yellow, Part II      | Vanessa Alexander | Jackie Marchand   | 2009. április 25.    |
| 678. | 10. | Ranger Blue                 | Charlie Haskell   | Madellaine Paxson | 2009. május 2.       |
| 679. | 11. | Doctor K                    | Charlie Haskell   | Matthew Negrete   | 2009. május 9.       |
| 680. | 12. | Blitz                       | Charlie Haskell   | Eddie Guzelian    | 2009. május 16.      |
| 681. | 13. | Brother's Keeper            | Jonathan Brough   | John Tellegen     | 2009. május 23.      |
| 682. | 14. | Embodied                    | Jonathan Brough   | Eddie Guzelian    | 2009. június 13.     |
| 683. | 15. | Ghosts                      | Jonathan Brough   | Eddie Guzelian    | 2009. június 20.     |
| 684. | 16. | In or Out                   | Mike Smith        | John Tellegen     | 2009. július 4.      |
| 685. | 17. | Prisoners                   | Mike Smith        | Madellaine Paxson | 2009. július 11.     |
| 686. | 18. | Belly of the Beast          | Mike Smith        | Matthew Negrete   | 2009. augusztus 1.   |
| 687. | 19. | Three's a Crowd             | Peter Salmon      | John Tellegen     | 2009. augusztus 8.   |
| 688. | 20. | Heroes Among Us             | Peter Salmon      | Chip Lynn         | 2009. augusztus 15.  |
| 689. | 21. | Not So Simple               | Peter Salmon      | Matthew Negrete   | 2009. augusztus 22.  |
| 690. | 22. | The Dome Dolls"             | Mike Smith        | John Tellegen     | 2009. szeptember 5.  |
| 691. | 23. | And….Action                 | Mike Smith        | Chip Lynn         | 2009. szeptember 12. |
| 692. | 24. | Ancient History             | Mike Smith        | John Tellegen     | 2009. szeptember 19. |
| 693. | 25. | Key to the Past             | Mike Smith        | Jeffrey Newman    | 2009. szeptember 26. |
| 694. | 26. | Beyond a Doubt              | Charlie Haskell   | Chip Lynn         | 2009. szeptember 26. |
| 695. | 27. | Control-Alt-Delete          | Charlie Haskell   | David Garber      | 2009. október 3.     |
| 696. | 28. | Run Ziggy Run               | Charlie Haskell   | John Tellegen     | 2009. október 3.     |
| 697. | 29. | If Venjix Won               | Charlie Haskell   | Tiffany Louie     | 2009. december 19.   |
| 698. | 30. | End Game                    | Mike Smith        | John Tellegen     | 2009. december 19.   |
| 699. | 31. | Danger and Destiny, Part I  | Mike Smith        | Chip Lynn         | 2009. december 26.   |
| 700. | 32. | Danger and Destiny, Part II | Mike Smith        | Chip Lynn         | 2009. december 26.   |